# 中部地方のダム一覧
中部地方のダム一覧（ちゅうぶちほうのダムいちらん）は、中部地方（新潟県、富山県、石川県、福井県、山梨県、長野県、岐阜県、静岡県、愛知県）にあるダムを都道府県別にまとめたものである。

## 中部地方のダム一覧

### 新潟県
- 破間川ダム
- 岩船ダム
- 内の倉ダム
- 大石ダム
- 大谷ダム (新潟県)
- 奥只見ダム
- 奥三面ダム
- 尾瀬原ダム
- 柿崎川ダム
- 笠堀ダム
- 加治川治水ダム
- カッサダム
- 鹿瀬ダム
- 刈谷田川ダム
- 黒又ダム
- 黒又川第一ダム
- 黒又川第二ダム
- 穴藤ダム
- 高野山ダム
- 三国川ダム
- 笹ヶ峰ダム
- 正善寺ダム
- 胎内川ダム
- 胎内第一ダム
- 鷹の巣ダム
- 早出川ダム
- 広神ダム
- 二居ダム
- 三面ダム
- 宮中取水ダム

### 富山県
- 赤尾ダム
- 朝日小川ダム
- 有峰ダム
- 宇奈月ダム
- 小口川ダム
- 小原ダム (富山県)
- 小俣ダム
- 角川ダム
- 熊野川ダム
- 黒部ダム
- 小牧ダム
- 小屋平ダム
- 境川ダム
- 庄川合口ダム
- 神一ダム
- 神三ダム
- 新中地山ダム
- 神二ダム
- 祐延ダム
- 仙人谷ダム
- 出し平ダム
- 刀利ダム
- 利賀ダム
- 成出ダム
- 布施川ダム
- 舟戸ダム
- 真川ダム
- 真立ダム
- 和田川ダム

### 石川県
- 医王ダム
- 内川ダム
- 尾口第一ダム
- 北河内ダム
- 九谷ダム
- 犀川ダム
- 大日川ダム (石川県)
- 辰巳ダム
- 多根ダム
- 中宮ダム
- 手取川第二ダム
- 手取川第三ダム
- 手取川ダム
- 八ヶ川ダム
- 吉野谷ダム
- 我谷ダム

### 福井県
- 足羽川ダム
- 永平寺ダム
- 大津呂ダム
- 小原ダム (福井県)
- 九頭竜ダム
- 笹生川ダム
- 浄土寺川ダム
- 広野ダム
- 武周湖ダム
- 仏原ダム
- 桝谷ダム
- 真名川ダム
- 龍ヶ鼻ダム
- 鷲ダム

### 山梨県
- 雨畑ダム
- 荒川ダム
- 柿元ダム
- 葛野川ダム
- 上日川ダム
- 小樺ダム
- 塩川ダム
- 大門ダム
- 西山ダム (山梨県)
- 広瀬ダム
- 深城ダム
- 竜ヶ池 (甲府市)

### 長野県
- 浅川ダム
- 雨川ダム
- 生坂ダム
- 伊奈川ダム
- 稲核ダム
- 岩倉ダム
- 内村ダム
- 王滝川ダム
- 大久保ダム (長野県)
- 大沼ダム
- 大町ダム
- 奥裾花ダム
- 小田切ダム
- 小仁熊ダム
- 片桐ダム
- 金原ダム (長野県東御市)
- 金原砂防ダム (長野県松本市)
- 上組溜池
- 木曽ダム
- 北山ダム (長野県)
- 沓沢湖
- 香坂ダム
- 小渋ダム
- 古谷ダム
- 笹平ダム
- 沢山池
- 渋沢ダム
- 菅平ダム
- 裾花ダム
- セバ谷ダム
- 平ダム
- 高瀬ダム
- 高遠ダム
- 常盤ダム (長野県)
- 戸草ダム
- 豊丘ダム
- 奈川渡ダム
- 七倉ダム
- 奈良井ダム
- 西浦ダム
- 西大滝ダム
- 東条ダム
- 姫川第二ダム
- 姫川第三ダム
- 平岡ダム
- 牧尾ダム
- 松川ダム
- 三浦ダム
- 水上ダム
- 味噌川ダム
- 水殿ダム
- 南向ダム
- 南相木ダム
- 水内ダム
- 箕輪ダム
- 美和ダム
- 泰阜ダム
- 山口ダム (長野県)
- 湯川ダム
- 湯の瀬ダム
- 横川ダム (長野県)
- 余地ダム
- 読書ダム
- 和知野ダム

### 岐阜県
- 秋神ダム
- 阿木川ダム
- 浅井田ダム
- 朝日ダム
- 伊自良湖
- 今渡ダム
- 岩屋ダム
- 大井ダム
- 大白川ダム
- 落合ダム
- 小里川ダム
- 川浦ダム
- 笠置ダム
- 兼山ダム
- 上麻生ダム
- 上大須ダム
- 金原ダム (岐阜県本巣市)
- 小渕ダム
- 境川ダム
- 下小鳥ダム
- 下原ダム
- 新猪谷ダム
- 高根第一ダム
- 高根第二ダム
- 椿原ダム
- 徳山ダム
- 成出ダム
- 丹生川ダム
- 鳩谷ダム
- 椛の湖
- 細尾谷ダム
- 馬瀬川第二ダム
- 松野ダム
- 丸山ダム
- 御母衣ダム
- 矢作ダム
- 横山ダム

### 静岡県
- 赤石ダム
- 秋葉ダム
- 井川ダム
- 大井川ダム
- 奥泉ダム
- 奥野ダム
- 佐久間ダム
- 笹間川ダム
- 千頭ダム
- 田代ダム
- 長島ダム
- 畑薙第一ダム
- 畑薙第二ダム
- 船明ダム
- 水窪ダム (静岡県)

### 愛知県
- 東郷ダム
- 宇連ダム
- 大島ダム (愛知県)
- 大原調整池
- 黒田ダム
- 佐久間ダム
- 設楽ダム
- 新豊根ダム
- 佐布里池
- 富永ダム
- 初立池
- 羽布ダム
- 万場調整池
- 矢作ダム
- 山口ダム (愛知県)